# Ivesia sericoleuca
Ivesia sericoleuca är en rosväxtart som först beskrevs av Per Axel Rydberg, och fick sitt nu gällande namn av Per Axel Rydberg. Ivesia sericoleuca ingår i släktet Ivesia och familjen rosväxter. Inga underarter finns listade i Catalogue of Life.